# 大果野丁香
大果野丁香（学名：Leptodermis wilsonii）为茜草科野丁香属下的一个种。

## 扩展阅读
- 維基物種上的相關：大果野丁香